# Billy Scannell
Pour les articles homonymes, voir Scannell.
Pas d'image ? Cliquez ici

a Compétitions nationales et continentales officielles uniquement.

b Matchs officiels uniquement.
Dernière mise à jour le 25 novembre 2025.
Billy Scannell, né le 16 septembre 1999 à Cork (Irlande), est un joueur irlandais de rugby à XV évoluant au poste de talonneur.
Il est le frère de Niall et Rory Scannell et le cousin de Jack O'Sullivan (en), également joueurs de rugby à XV.

## Biographie
Billy Scannell commence le rugby à XV à Cork au sein de l'équipe scolaire du Presentation Brothers College (en) avec laquelle il remporte le championnat scolaire du Munster en 2017. À la fin de sa scolarité en 2018, il intègre le centre de formation de la province du Munster et joue pour l'équipe du Young Munster RFC à Limerick au sein de la All-Ireland League.
Après avoir joué avec l'équipe des moins de 18 ans, il est sélectionné en équipe d'Irlande des moins de 20 ans pour le match du Tournoi des Six Nations contre l'Italie en février 2019,.
Il signe un contrat espoir au Biarritz olympique en juillet 2019. Il dispute son premier match de Pro D2 en février 2020 au RC Vannes. Il est prêté au Stade langonnais lors de la saison 2021/2022.
Il retourne ensuite en Irlande au Cork Constitution RFC pour disputer de nouveau la All-Ireland League, qu'il remporte en 2024.